# Satyrus dehradunensis
Satyrus dehradunensis är en fjärilsart som beskrevs av Embrik Strand 1918. Satyrus dehradunensis ingår i släktet Satyrus och familjen praktfjärilar. Inga underarter finns listade.